# William Morrison (kemist)
William Morrison, född 23 augusti 1855 i Skottland, död 29 augusti 1927 i Kalifornien, var en skotsk kemist, känd för att ha förbättrat ackumulatorn. För att demonstrera sin teknik installerade han 24 uppladdningsbara batterier på ett hästfordon och monterade en elektrisk motor på bakaxeln för att driva den. Han förbättrade tekniken så att det blev möjligt att kontrollera motorns kraft samt styra fordonet. Morrison utvecklade det första eldrivna, fyrhjuliga fordonet i USA och lade grunden för dagens hybridfordon.